# Listy na podporu humanity

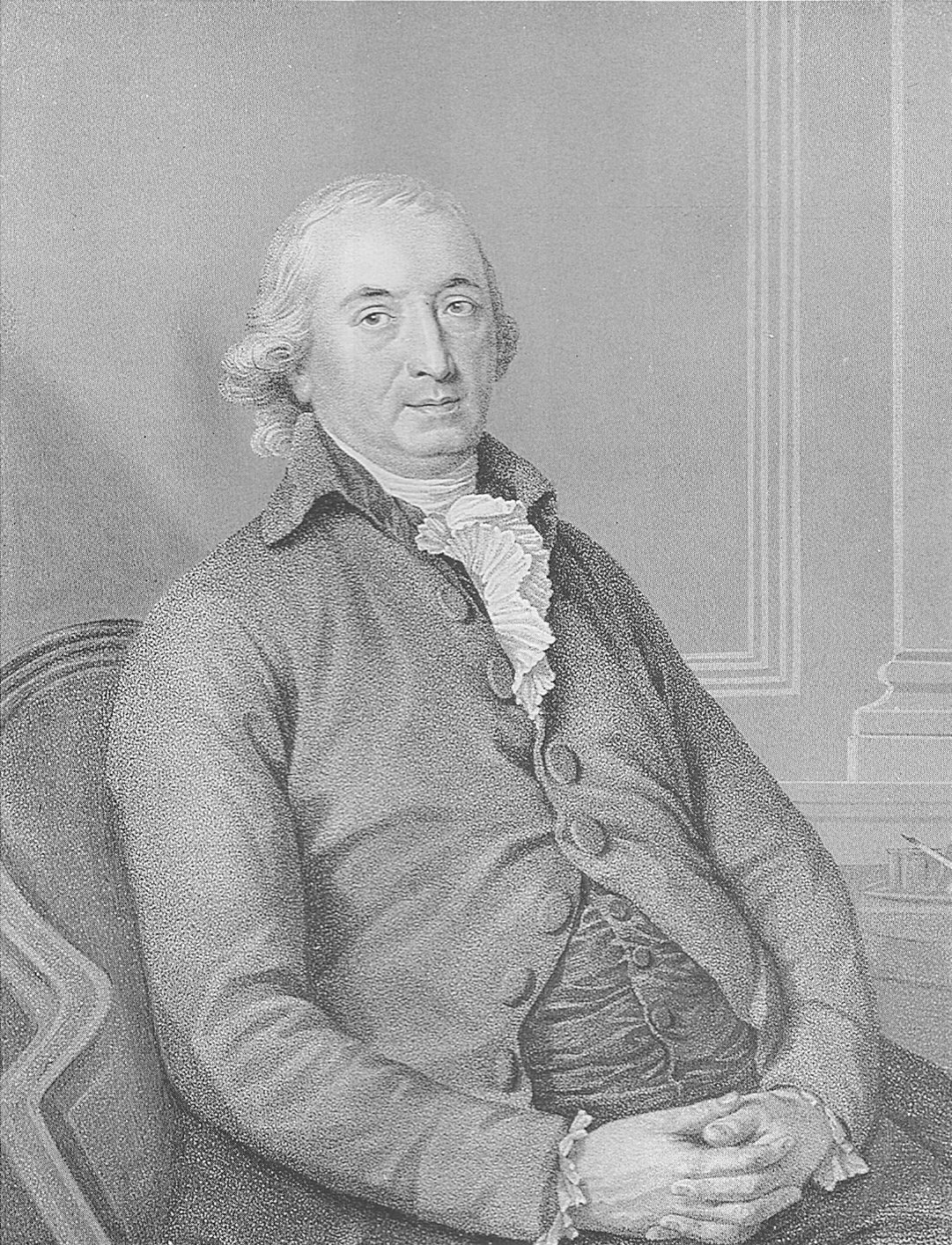
Johann Gottfried Herder (1744–1803)

Listy na podporu humanity (něm. Briefe zu Beförderung der Humanität) je stěžejní filosofické dílo německého preromantického humanisty Johanna Gotffrieda Herdera (1744–1803). Spadá do kategorie etiky a jeho ústřední téma je humanita (die Humanität), kterou autor vyzdvihuje jako určující hodnotu lidského bytí a života.

## Vznik a vydání
„Listy na podporu humanity“ napsal Herder v rozmezí let 1793 a 1797, dokončil je tedy sedm let před svou smrtí. Posthumně byl vytištěn ještě Dodatek obsahující kapitoly neuveřejněné v předchozím vydání.
Celkem má dílo cca 800 stran a zahrnuje 10 souborů silných svazků. Suphanovo souborné vydání Herderova literárního odkazu z let 1877–1813 čítá 33 svazků.

## Koncepce a podoba díla
Herder pro „Listy“ zvolil tzv. epistolární koncepci, ke které ho inspiroval G. E. Lessing. Témata zpracovává v samostatných „listech“ (fiktivních dopisech) adresovaných přátelům, označovaným monogramy. První list obsahuje výzvu těmto smyšleným přátelům k založení Spolku humanity; Herder se staví do role jednoho z jeho korespondentů.
Autor na průběžně oživuje text citací veršů (např. 23., 28 list) podobně jako Marx v „Kapitálu“. Na několika místech (např. 10. list, 26. list) užívá antické formy dialogu.
V textu se objevuje řada odkazů na německé i světové osobnosti, a to jak na současné, tak na historické (Homéra Herder zmiňuje na různých místech 27x, Leibnize 21x, Shakespeara 19x, Lessinga 14x, Klopstocka 12x, Goetha však ani jednou. Z českých historických postav Herder hovoří často o Komenském, kterému věnoval celý 57. list, a 4× se v „Listech“ objevuje jméno Mistr Jan Hus).

## Filosofie humanity
Herder pojímá humanitu jako přirozenou a zároveň nejdůležitější ctnost, potenciálně přítomnou v každém člověku. Ideál spatřuje v realizaci této vlastnosti, ke které podle něho dopomáhají osvěta, křesťanství a přirozený vývoj (argumenty na podporu tvrzení, že „lidstvo spěje k humanitě“, rozvádí ve 24. listu).
V křesťanství Herder nalézá soulad s vlastní filosofií humanity. Osvícenský rys jeho smýšlení se projevuje mimo jiné v tom, že klade humanitu nad víru a konfesi a vyzdvihuje skutečnost, že se Ježíš Kristus sám označil jako „Syn člověka, to jest člověk“ (124. list). Na křesťanství tedy zdůrazňuje především jeho nejobecnější hodnoty, které jsou všelidsky vztažné (např. milosrdenství a lásku).
Podstatnou součást díla tvoří literární portréty mužů, jejichž příklad podle Herdera ukazuje humanitu uvedenou do života prostřednictvím konkrétních lidí.
Listy mají vesměs esejistický charakter a autor se v nich často zamýšlí nad historickou nebo literárněvědnou problematikou z filosofického úhlu.
Právě na základě filosofie humanity Goethe nazval Herdera „přítel Humanus“ a František Palacký ho prohlásil za „svatého velekněze lidskosti“.

## Dikce
Specifický styl Herderových děl se označuje jako „herderovská dikce“. Charakteristické je pro ni umělecké, citové zabarvení, které se projevuje častým užitím metafor a vůbec básnických prostředků. Autor na uměleckou hodnotu formy klade zřetelný a vědomý důraz. Fráze chybí, ustupují původnímu, subjektivnímu projevu, čímž Herder anticipuje romantický individualismus.
Typické je i časté podtrhávání slov.
Herderovskou dikci používal v některých případech i Goethe (např. v díle „O německém stavitelském umění“).

## Inspirace
Herderovu celoživotní inspiraci představovala filosofie některých jeho současníků. Především šlo o Kantovy přednášky, kterých se ve svých studentských letech denně účastnil, a o názory Johanna Georga Hamanna. Hamannovy „Sokratovské pamětihodnosti“ na něj působily svou citovostí a romantickou účastí s lidmi.
Sám Herder inspiroval nesčetné množství myslitelů, kteří působili zároveň s ním i po něm. Tzv. „herderismus“ se projevil především v hnutích národní obrody. Během českého obrození z něj většina autorů buď vycházela, nebo s ním alespoň sdílela stanoviska.
František Palacký si po četbě „Listů“ poznamenal do deníku: „Národové dospělí chtějí nyní ne prutem jako děti, ale rozumem a spravedlností spravovány býti.“
Obrozenci (např. P. J. Šafařík, F. L. Čelakovský, J. Kollár) se inspirovali především Herderovým odkazem etnografickým (díla „Lidové písně“ a „Ohlasy národů v písních“), ale duchem tohoto přístupu zůstala filosofie humanity obsažená v „Listech“ a její ústřední teze, totiž osvícenský obdiv člověku jakožto jevu.